# Литанишвили, Отар Антонович
Отар Антонович Литанишвили (груз. ოთარ ლითანიშვილი, 15 февраля 1923, Тбилиси, ГССР, СССР — 26 сентября 2003, Грузия) — советский и грузинский архитектор, художник и политик, участник Великой Отечественной войны, Тбилисской войны (1991—1992) и войны в Абхазии (1992—1993), народный художник Грузии, заслуженный деятель искусств, Почётный гражданин Тбилиси.

## Биография
Родился в семье театрального актера Антона Литанишвили. В молодости поступил в Академию художеств, однако в 1941 году был вынужден прервать обучение в связи с призывом в советскую армию.
После войны был футболистом, играл в клубах «Локомотив» (Тбилиси, 1946—1948) и «Динамо» (Кутаиси, 1949).
В 1949 году окончил архитектурный факультет Политехнического института Грузии. В 1955—1957 годах — главный архитектор Сухуми. В 1957 году — главный художник Тбилиси. С 1989 года руководил Тбилисским отделом проектирования и развития.
В составе сил «Мхедриони» принимал участие в свержении Звиада Гамсахурдиа. Занимал должность мэра Тбилиси в 1992—1993 годах. В этой должности руководил масштабной реконструкцией города, пострадавшего во время столкновений в городе. Был инициатором серии мероприятий по гражданскому примирению грузинского общества.
В 1993—1995 годах был депутатом парламента Грузии 3-го созыва по списку избирательного блока «Мир».
С 1996 года — президент Фонда возрождения Тбилиси.
Автор многих архитектурных проектов в Тбилиси, Сухуми, Гудауте и других. Активно работал в сценографии грузинского театра. Имеет государственные награды.
Был женат на актрисе Саломе Канчели. Сын Отар Отарович Литанишвили (1952) — режиссер и сценарист.